# Vieux-Ruffec
Vieux-Ruffec is een gemeente in het Franse departement Charente (regio Nouvelle-Aquitaine) en telt 111 inwoners (2009). De plaats maakt deel uit van het arrondissement Confolens.

## Geografie
De oppervlakte van Vieux-Ruffec bedraagt 12,1 km², de bevolkingsdichtheid is dus 9,2 inwoners per km².
De onderstaande kaart toont de ligging van Vieux-Ruffec met de belangrijkste infrastructuur en aangrenzende gemeenten.

## Demografie
Onderstaande figuur toont het verloop van het inwonertal (bron: INSEE-tellingen).